# Microplitis lugubroides
Microplitis lugubroides  (лат.) — вид мелких наездников рода Microplitis из семейства Braconidae (Ichneumonoidea). Эндемик Гренландии.

## Распространение
Гренландия: Disko Bugt, Qeqertassussuk; Kapisigdlit; Vestgrønland, Isfjord; Amitsukiaq, Umanak Fjord

## Описание
Очень мелкие паразитические наездники, длина тела от 2,3 до 2,6 мм, длина переднего крыла от 2,3 до 2,7 мм. Основная окраска тела чёрная, ноги тёмно-коричневые. Усики самок 18 члениковые. Нижнечелюстные щупики равны 0,7 от высоты головы. Длина бедра, голени и основного членика задней лапки равны соответственно 4,2, 6,8 и 5,6 от их ширины.

## Систематика
Сходен с видом Microplitis lugubris (Ruthe, 1860), однако отличается жилкованием крыльев и строением ног и клипеуса (у M. lugubroides он сильно выпуклый). Вид был впервые описан в 2006 году голландским энтомологом Корнелисом ван Ахтербергом (Cornelis van Achterberg; Department of Terrestrial Zoology, Naturalis Biodiversity Center, Лейден, Нидерланды) по типовому экземпляру, собранному в 1949 году. Вместе с ним фауна браконид Гренландии достигает 30 видов, включая такие как Aphidius tarsalis, Dacnusa groenlandica, Praon brevistigma, Blacus groenlandicus, Cotesia fascifemorata и Cotesia crassifemorata. Видовое название M. lugubroides дано из-за сходства с видом M. lugubris.